# Mina El Peñón
La mina El Peñón es una de las minas de oro más grandes de Chile y del mundo. La mina está localizada en el desierto de Atacama, en la Región de Antofagasta, a 160 kilómetros al sudeste de la ciudad portuaria de Antofagasta y a 1.800 metros sobre el nivel del mar. Tiene reservas estimadas de 2,72 millones de onzas de oro y 84,6 millones de onzas de plata.

## Historia
La mina El Peñón fue descubierta a principios de los años 1990, cuando la empresa estadounidense FMC Gold Corp. descubrió oro y plata en una pequeña quebrada cerca de Antofagasta. En 1996, las acciones de la compañía se transan en la Bolsa de Toronto bajo el nombre de Meridian Gold, la que rebautiza su filial en Chile como Minera Meridian Ltda. La producción de la primera barra de doré se concretó en septiembre de 1999. En 2007 Yamana Gold adquirió la propiedad a la que llama Minera Meridian El Peñón.

## Operación
El yacimiento es explotado subterráneamente, a través de 58.000 m de túneles, y tiene un movimiento anual de 2.5 millones de toneladas de mineral.
Durante 2017, se previó una producción minera en El Peñón de alrededor de 230.000 onzas equivalentes de oro. Hasta 2020, las reservas de minerales de oro habían aumentado de 764.000 a 921.000 onzas.